# Banco de Portugal
De Banco de Portugal is de centrale bank van Portugal.
Deze bank is op 19 november 1846 opgericht. Als een centrale bank, was zij tot 1911 verantwoordelijk voor de uitgifte van bankbiljetten van Portugese Real's, en later voor de Portugese escudo tot de invoering van de euro op 1 januari 2002.
In 1999 werd Banco de Portugal onderdeel van de Europese Centrale Bank en behoort tot het Europees Stelsel van Centrale Banken.